# Верхнеподкумский
Верхнеподку́мский — посёлок в составе Предгорного района (муниципального округа) Ставропольского края России.

## География
Расстояние до краевого центра: 132 км.
Расстояние до районного центра: 11 км.

## История
В 1972 году Указом Президиума ВС РСФСР посёлок первого отделения совхоза «Ессентукский» переименован в Верхнеподкумский.
До 16 марта 2020 года Верхнеподкумский входил в состав муниципального образования «Сельское поселение Подкумский сельсовет».

## Население
| 1989 | 2002 | 2010 | 2014 |
| ---- | ---- | ---- | ---- |
| 289  | ↘247 | ↗281 | ↘200 |

По данным переписи 2002 года, в национальной структуре населения преобладают русские (78 %).

## Улицы
- Улица Зелёная
- Улица Каштановая
- Улица Полевая

## Кладбище
В 1,3 км от жилого дома № 3 по ул. Зелёной находится общественное открытое кладбище площадью 40 тыс. м².

## Памятники археологии
Согласно Постановлению главы администрации Ставропольского края
| Название                           | Временной период       | Место положение                                              |
| ---------------------------------- | ---------------------- | ------------------------------------------------------------ |
| 826. Поселение «Верхнекумское — 1» | VIII — VI вв. до н. э. | 350 — 500 м южнее посёлка Верхнеподкумский, на склонах балки |